# Sekundærrute 543
De Sekundærrute 543 is een secundaire weg in Denemarken. De weg loopt van Fårup naar Brønderslev. De Sekundærrute 543 loopt door Noord-Jutland en is ongeveer 25 kilometer lang.